# PGM-19 Jupiter
O PGM-19 Jupiter, foi o primeiro míssil balístico de médio alcance (MRBM) da Força Aérea dos Estados Unidos. Era um foguete a combustível líquido usando RP-1 como combustível e LOX como oxidante, e um único motor LR70-NA (modelo S-3D) da Rocketdyne, produzindo 667 kN de empuxo. A principal empresa contratante desse míssil, foi a Chrysler Corporation.

## Histórico

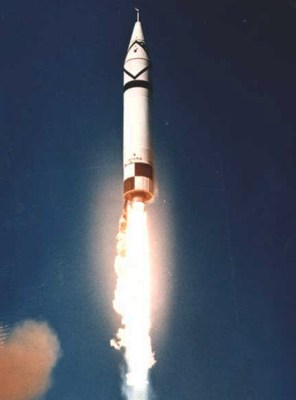
Um míssil PGM-19A Jupiter logo após o lançamento.

O desenvolvimento do PGM-19 Jupiter começou em 1954, como um sucessor de maior alcance (1.600 km) do PGM-11 Redstone. Quando o desenvolvimento do míssil intercontinental, PGM-17 Thor foi autorizado em 1955, o Exército foi orientado a desenvolver o Jupiter em colaboração com a Marinha, o que justifica o seu formato "atarracado" e sem aletas, pois deveria ser possível lançá-lo de um navio ou submarino. No entanto, logo ficou claro que a opção de combustível líquido não era adequada as necessidades operacionais da marinha. Em novembro de 1956, o controle do projeto passou para a Força Aérea, apesar de continuar sendo desenvolvido pelo pessoal do Exército. Em outubro de 1957 ocorreu o primeiro lançamento bem sucedido do Jupiter.
Esses mísseis, armados com ogivas nucleares, foram estacionados na Itália (30 mísseis) e Turquia (15 mísseis) em 1959, como parte do plano de dissuasão da OTAN contra a União Soviética. Todos eles foram removidos mais tarde como parte de um acordo com a União Soviética devido a Crise dos mísseis de Cuba.
O Jupiter não teve vida útil muito longa como míssil. Foi retirado da Europa em Julho de 1963 e saiu de serviço naquele mesmo ano. Diferente de vários outros mísseis fora de serviço, o Jupiter teve participação muito limitada no programa espacial. Serviu como primeiro estágio do foguete Juno II da NASA, mas com sucesso apenas moderado.

## Características

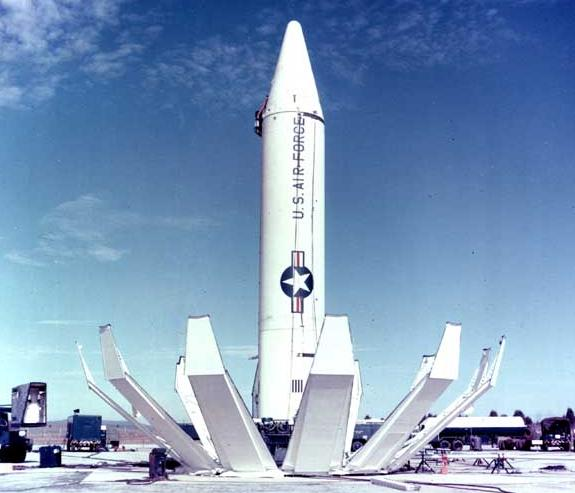
Um míssil PGM-19A Jupiter no seu silo.

Essas são as características gerais desse míssil:
- Altura: 18,4 m
- Diâmetro: 2,67 cm
- Massa total: 54.400 kg
- Carga útil: 1.000 kg (Ogiva nuclear W-49 de 1,45 MT)
- Empuxo inicial: 734 kN
- Apogeu: 500 km
- Alcance: 2.980 km
- Precisão: 300 m
- Combustível: Querosene / Oxigênio Líquido
- Estreia: 01 de março de 1957
- Ultimo: 23 de janeiro de 1963
- Fim de produção: 1960
- Saída de serviço: 1963